# Casino '45
Casino '45 è un film pornografico del 2010, diretto da Marcus Dolby.
Si tratta del primo film pornografico italiano ed europeo realizzato in 3D. Il film è stato girato nel 2010 ed è ambientato in una villa di San Giovanni in Marignano, in provincia di Rimini. Il DVD del film viene distribuito a partire dal 2011. Il film è stato distribuito anche negli USA, con il titolo Cathouse '45.
I protagonisti del film sono Franco Trentalance e Vittoria Risi. Del cast fanno parte anche due giovani debuttanti: Fiamma Monti (20 anni) e Marika Ferrero (19 anni).

## Trama
La storia è ambientata nel 1945, verso il termine della Seconda guerra mondiale. Un soldato (Trentalance) si dirige verso il suo paese per andare a sposare la sua fidanzata Edoarda, ma molte vicissitudini lo condurranno in un bordello.